# Principe Azzurro (Shrek)
Principe Azzurro (Prince Charming) è uno degli antagonisti della serie di film di Shrek. Apparso in Shrek 2 e Shrek terzo, Azzurro è l'antagonista più longevo della saga e figlio della perfida Fata Madrina. Qui viene rappresentato come un aitante giovane dai capelli biondi e gli occhi celesti, ma in realtà si rivela che è anche un cinico narcisista che cerca di sposare la principessa con l'inganno, sottraendola al suo vero amore (che in questo caso, nella logica rovesciata del film, è l'orco Shrek).

## Caratterizzazione
Azzurro si presenta come un uomo di bell'aspetto: alto, attraente e dai capelli biondi, ma allo stesso tempo è un egoista, arrogante, vanitoso, narcisista e viziato. Nonostante in certi contesti appaia come un bamboccio figlio di mamma, è molto intelligente e con uno spiccato talento nel persuadere e cospirare, come accade nel terzo film. Si dimostra anche spietato e crudele, capace di uccidere a sangue freddo senza provare un minimo di rimorso, anche se spesso delega il lavoro sporco ai cattivi delle fiabe, evitando così di infangarsi le mani. In certi casi dimostra anche un certo sarcasmo, ad esempio nel terzo film durante lo spettacolo che avrebbe dovuto inscenare la morte di Shrek.

## Biografia del personaggio

### Shrek 2
Nella scena iniziale di Shrek 2, il principe Azzurro, come antagonista secondario, principe delle fate e figlio della fata principale, raggiunge la Torre in cui avrebbe dovuto trovarsi Fiona, ma arriva troppo tardi, in quanto la principessa è stata precedentemente salvata da Shrek. Una volta tornato a Molto Molto Lontano racconta tutto alla madre, la Fata Madrina, che va su tutte le furie. Quest'ultima impone a Re Harold di uccidere Shrek durante una battuta di caccia. Più tardi l'orco, dopo aver bevuto una pozione ed essere diventato umano, insieme a Ciuchino, diventato uno stallone bianco, raggiunge il castello per riabbracciare la sua amata principessa. Contemporaneamente, al castello, Fiona ritorna la donna di prima, perché la pozione del coniuge ha colpito anche lei, e, incontrato Azzurro, lo crede il marito trasformato (anche se ella non è del tutto convinta perché l'impostore si rivela troppo pomposo e vanesio per essere quello vero). Ma i personaggi fiabeschi intervengono e lottano contro la Fata Madrina, rubandole anche la bacchetta magica.
Dopo aver baciato Fiona, viene però sconfitto e colpito alla testa dalla principessa stessa, infatti quest'ultima decide all'ultimo momento di rimanere un'orchessa, insieme a Shrek. Azzurro non si dà per vinto e ridà la bacchetta alla madre, facendosi ingenuamente scoprire come suo figlio, e così la fata tenta di uccidere Shrek, ma l'incantesimo rimbalza sull'armatura ferrea di Harold, torna indietro ed uccide la fata. Azzurro, con Shrek e Fiona tornati orchi felicemente sposati e Ciuchino tornato come prima, cade in povertà senza la madre e il suo titolo di principe.

### Shrek terzo
Nel terzo film Azzurro copre il ruolo dell'antagonista principale, dopo la morte della madre. Infatti, dopo spettacoli falliti in un ristorante nel tentativo di avere un po' di soldi, raduna tutti i cattivi delle fiabe nella locanda La Mela Avvelenata con l'obiettivo di usurpare il trono, mentre il vecchio re Harold muore. Giunto al castello riesce a catturare Fiona e le altre principesse, grazie a Raperonzolo, diventata la sua nuova fidanzata. In seguito anche Shrek viene catturato e Azzurro organizza un'esibizione pubblica con l'intento di uccidere l'orco dinnanzi ai sudditi del regno, una volta incoronatosi. I suoi compagni si liberano e si precipitano a salvarlo, ma è infine Artù, cugino di Fiona ed erede al trono, che, riconosciute le sue responsabilità, interviene e riappacifica tutti, spodestando Azzurro e accettando di fare il re. Non appena quest'ultimo viene spodestato cerca ugualmente di uccidere Artù ma Shrek lo salva e Azzurro viene sconfitto dalla Draghessa che fa cadere una torre scenografica del teatro sopra di lui.

### Shrek e vissero felici e contenti
In questo film Azzurro appare solo nei titoli di coda, durante svariati flashback di tutta la saga di Shrek.